# Noše
Noše so naselje v Občini Radovljica.